# PADI3
PADI3‏ (Peptidyl arginine deiminase 3) هوَ بروتين يُشَفر بواسطة جين PADI3 في الإنسان.